# Tupaia palawanensis
Tupaia palawanensis là một loài động vật có vú trong họ Tupaiidae, bộ Scandentia. Loài này được Thomas mô tả năm 1894.